# Dorpsherberg De Pynas
De voormalige dorpsherberg De Pynas is gelegen in het centrum van de plaats Maasland, in de Nederlandse provincie Zuid-Holland. Het 17e-eeuwse gebouw is erkend als rijksmonument.
In de beginperiode van Maasland als zelfstandige gemeente (ca. 1825) werd er vergaderd in de dorpsherberg. In 1874 werd het nabijgelegen gemeentehuis van Maasland geopend.
De functie als herberg wordt verklaard door de locatie. Maasland lag in het verleden op een belangrijke route die liep van Den Haag, via Delft, Maasland, Maassluis, Brielle en Hellevoetsluis naar Antwerpen.
De Pynas is gelegen naast museum de Schilpen.